# Reza Badiyi
Reza Badiyi (Arak, en Iran, 17 avril 1930 – Los Angeles, 20 août 2011), est un réalisateur irano-américain.

## Éducation
Reza Badiyi ou Reza Badiei (en persan :رضا بدیعی) est né le 17 avril 1930 à Arak, en Iran. Ses parents étaient originaires d’Ispahan. Il est diplômé de la Faculté d'Arts Dramatiques de Téhéran. Il a travaillé avec le Département audiovisuel (Honarhayeh Ziba) des Beaux-Arts de Téhéran là où il a réalisé 24 films documentaires, avant de quitter le pays.Il a reçu de la part de Mohammad Reza Shah Pahlavi une médaille d'or d'honneur pour avoir réalisé un documentaire.
En 1955, il a été invité, après avoir remporté un prix international du film pour Flood in Khuzestan, par le gouvernement américain à poursuivre une carrière dans le cinéma aux États-Unis. Ainsi il déménage, en cette année, aux États-Unis d’Amérique, et s'installe à Syracuse (New York). Il est diplômé de l’Université de Syracuse, du département du cinéma Filmmaking.

## Carrière
Badiyi a également réalisé des épisodes de nombreuses séries télévisées populaires. Ses réalisations incluent également le développement des montages d'ouverture pour Hawaï police d'État, Max la Menace (série télévisée), The Mary Tyler Moore Show et Mission impossible.
Badiyi a souvent travaillé avec Robert Altman et était assistant réalisateur du film à petit budget de 1957 The Delinquents, qui marquait les débuts du long métrage d’Altman en tant que réalisateur et du film classique culte d’horreur Le Carnaval des âmes, réalisé en 1962.
Au début de sa carrière, il a réalisé des épisodes de Max la Menace (série télévisée), Mission Impossible, Hawaï police d'État, L'Incroyable Hulk, Mannix, L'Homme qui valait trois milliards, Starsky et Hutch, 200 dollars plus les frais et Police Squad. Il a également réalisé la séquence définitive du défilé de mode de la troisième saison du populaire Doris Day comédie. Il a réalisé Inside O.U.T, mettant en vedette l'actrice prometteuse Farrah Fawcett et un chimpanzé pour Screen Gems en 1971.
Dans les années 1980 et 1990, il a réalisé des épisodes de Falcon Crest, Cagney et Lacey, Docteur Quinn, femme médecin, Star Trek: Deep Space Nine, Buffy contre les vampires, La Femme Nikita, Sliders : Les Mondes parallèles et Alerte à Malibu.
Au cours de six décennies, Reza Badiyi a réalisé plus de 430 téléfilms et plusieurs longs métrages. Par ailleurs, il était surnommé le « Parrain de la télévision américaine ».

## Vie privée
Reza Badiyi s’est marié trois fois, d’abord avec Gwendolyn Davis.Il est le père de Steve Badiyi et Mimi Badiyi, et le beau-père de Clifford Davis. Après son divorce, il se marie avec la scénariste et actrice américaine Gloria Rose Barbara Turner (en) (1936-2016). De ce mariage, ils ont eu une fille, l'actrice américaine Mina Badiyi. Par ce mariage, il était le beau-père de l'actrice Jennifer Jason Leigh et de sa sœur Carrie Morrow. Ce mariage a duré de 1968 à 1986. Le troisième et dernier mariage de Badiyi était avec l'actrice Tania Harley de 1987 jusqu'à sa mort en 2011, avec qui il a eu deux filles, Alexis Badiyi et Natasha Badiyi.

## Récompenses
Au milieu des années 1970, il a reçu le prix Golden Ribbon of Art du Mohammad Reza Pahlavi Shah d'Iran. Il a ensuite remporté divers prix, dont le  Humanitas Prizes pour un épisode de Cagney et Lacey. Il a été honoré par la Directors Guild of America Awards pour avoir réalisé plus de 400 heures de télévision. En mai 2010, Badiyi a été honoré à l'UCLA (Université de Californie à Los Angeles) pour son 80e  anniversaire et sa 60e  année dans l'industrie du divertissement. En 2009, il a reçu un Lifetime Achievement Award au Noor Iranian Film Festival (en) à Los Angeles, et après son décès en 2011, ce festival a fait de ce prix son homonyme. Le Noor Iranian Film Festival est un festival annuel du film organisé à Los Angeles, en Californie, fondé par le producteur culturel Siamak Ghahremani (en) et son cofondateur Anthony Azizi en 2007.

## Filmographie sélective
- 1963- Censorship : A Question of Judgement? (au cinéma)
- 1966- A Time for Decision (au cinéma)
- 1969-1971- The Good Guys (1968 TV series) (en)
- 1969-1972- Mission Impossible
- 1969-1979- Hawaï police d'État
- 1970-1971- Doris Day comédie
- 1971- Inside O.U.T.
- 1973- Trader Horn, l'Aventurier (en) (Trader Horn) (au cinéma)
- 1974- L'Homme qui valait trois milliards
- 1976- Tod eines Fremden (ou The Spy Who Never Was) (au cinéma)
- 1976-1978- Baretta
- 1977-1979- 200 dollars plus les frais
- 1979- The Girl Who Saved the World (au cinéma)
- 1978-1980- L'Incroyable Hulk
- 1981- Des souris et des hommes
- 1981-1984- Joe Dancer (en)
- 1982-1988- Cagney et Lacey
- 1983- White Water Rebels
- 1983- Murder One, Dancer 0
- 1983- Officier et top-model
- 1985- Hong Kong Connection
- 1985-1986- Hooker (série télévisée)
- 1992-1994- Dans la chaleur de la nuit (série télévisée)
- 1994-1996- Star Trek : Deep Space Nine
- 1995- Cagney & Lacey: Together Again
- 1995- Passion criminelle
- 1996- Alerte à Malibu
- 1997- Les Héros de Cap Canaveral
- 1997- Buffy contre les vampires
- 1997- La Femme Nikita
- 1998-1999- Mortal Kombat: Conquest
- 1998-1999- Sliders : Les Mondes parallèles
- 1999- Demain à la une
- 2003- Spy Girls
- 2006- The Way Back Home (au cinéma)